# 汪可受
汪可受（1559年—1620年），字以虛，號靜峰，曾號黄連居士。晚年修靜紫雲峰，自號三槃居士。湖廣黃梅縣独山汪革人。明朝政治人物，從師石昆玉、李贄，中式萬曆八年進士。累官至薊遼總督。

## 生平
萬曆七年（1579年）己卯科湖廣鄉試第八十二名。萬曆八年（1580年）聯捷庚辰科三甲第五十六名進士。大理寺觀政，初授浙江金華縣知縣，十四年行取，升禮部主事，十七年升員外郎，次年升郎中。十九年升遷江西吉安府知府，二十三年二月升山西提学副使，二十六年遷江西右参政，不久致仕。二十九年三月起补山東霸州道右參政兼佥事，三十年正月升山东按察使，管漕河道，三十三年丁憂归乡。
萬曆三十六年（1608年）起山东按察使，三十七年二月升陝西右布政使，以清廉卓异纪录，萬歷三十八年（1610年）三月，升順天府尹。五月，陞都察院右副都御史、大同巡撫。四十一年升任兵部右侍郎，同年丁憂归乡。
萬曆四十五年（1617年）三月，起复兵部左侍郎兼都察院右僉都御史、總督薊遼保定等處軍務。萬曆四十七年九月，因萨尔浒之战而被撤职回籍。万历庚申年（1620年）病逝，享年六十一岁，死后，诏赠兵部尚书。

## 家族
曾祖父汪淮；祖父汪木，曾任壽官；父親汪勳，封文林郎金华知县。母商氏；繼母袁氏。具庆下。兄可久、可順、可大、可觀、可容、可濯。弟可新。

## 文學
《聊齋誌異·卷十一》有汪可受能記前世三生經歷的奇事。

## 參看
- 邵士梅

| 官衔          | 官衔                                                  | 官衔          |
| ------------- | ----------------------------------------------------- | ------------- |
| 前任： 卜维新 | 明朝吉安府知府 萬曆十九年（1592年）上任               | 繼任： 张鸣鹗 |
| 前任： 曲遷喬 | 明朝順天府府尹 萬曆三十八年（1610年）上任             | 繼任： 黃吉士 |
| 前任： 霍鵬   | 明朝大同巡抚 萬曆三十八年－四十一年（1610年－1613年） | 繼任： 石崑玉 |
| 前任： 薛三才 | 明朝薊遼總督 萬曆四十五年－四十七年（1617年－1619年） | 繼任： 文球   |